# 对称拟蚶
，是魁蛤目魁蛤科Arcopsis属的一种。主要分布于韩国、越南、中国大陆、台湾，常栖息在潮间带至潮下带。